# Fritz Schulz (Bildhauer)
Fritz Schulz (* 9. Januar 1909 in Berlin; † 10. August 1993 in Berlin; vollständiger Name: Fritz Georg Schulz) war ein von den Nationalsozialisten verfolgter deutscher Bildhauer und Medailleur.

## Leben und Werk
Schulz absolvierte von 1923 bis 1927 eine Lehre als Holzbildhauer und arbeitete dann in seinem Beruf. 1928 wurde er arbeitslos, und er hielt sich dann 1929 mit Gelegenheitsarbeiten als Reklamemaler, Tiefbauarbeiter und Flaschenwäscher über Wasser. Schon 1925 hatte er enge Verbindung zur KPD und zum Rotfrontkämpferbund aufgenommen. Mit 19 Jahren trat er der KPD bei. Er besuchte in Berlin die Marxistische Arbeiterschule MASCH und 1928 eine private Abendschule für Bildhauer. Von 1930 bis 1932 studierte er an der Kunstgewerbe- und Handwerkerschule Berlin und nahm er Unterricht bei dem kommunistischen Bildhauer Heinz Tichauer. An der Schule gehörte er zu den Organisatoren der Assoziation Revolutionärer bildender Künstler ASSO unter den Studenten. Von 1933 bis 1936 leistete er illegale antifaschistische Arbeit. 1934 studierte er kurze Zeit in Berlin Bauplastik an der Preußischen Akademie der Künste. 1935 arbeitete er bei der UFA als Polier und als Hilfsarbeiter in einer Bautischlerei. 1936 wurde er wegen Vorbereitung zum Hochverrat zu drei Jahren Zuchthaus verurteilt. Seine künstlerischen Arbeiten wurden vernichtet. Nach der Entlassung aus dem Zuchthaus 1939 stand Schulz von 1942 unter Polizeiaufsicht. Anschließend wurde er zur Teilnahme am Zweiten Weltkrieg in das Strafbataillon 999 gesteckt.
Nach Kriegsende arbeitete Schulz von 1945 bis 1950 in der Sowjetischen Besatzungszone bzw. der DDR als freischaffender Bildhauer, ab 1948 mit seiner Frau, der Keramikerin Eva Schulz-Endert, in der eigenen Werkstatt in Velten und dann in Berlin. Von 1950 bis 1952 war Schulz Werklehrer am Pädagogischen Institut der Humboldt-Universität zu Berlin. Von 1952 bis 1953 arbeitete er als Bildhauer in der Meisterwerkstatt von Richard Paulick beim Wiederaufbau der Deutsche Staatsoper in Berlin.
Schulz schuf als Plastiker eine große Zahl von Arbeiten im öffentlichen Raum, wie Brunnen, Spielplastiken und Wandgestaltungen, sowie Kleinplastiken und Keramiken. Besondere Bedeutung erlangte er als Medailleur. Er gilt als der Nestor des Medaillenschaffens der DDR.
Schulz war bis 1990 Mitglied des Verbands Bildender Künstler der DDR.
Er wurde, wie auch seine Frau, in der Gräberanlage für Opfer des Faschismus und Verfolgte des Naziregimes des Zentralfriedhofs Friedrichsfelde beigesetzt.
Teile seines Nachlasses befinden sich seit 1994 im Münzkabinett der Staatlichen Museen zu Berlin.

## Ehrungen (unvollständig)
- Medaille für Kämpfer gegen den Faschismus 1933 bis 1945
- 1979: Vaterländischer Verdienstorden in Bronze

## Ausstellungen (unvollständig)

### Einzelausstellungen
- 1974: Berlin, Galerie im Turm (mit Eva Schulz-Endert)
- 1989: Berlin, Galerie Passage

### Ausstellungsbeteiligungen
- 1958 und 1960: Berlin, Bezirkskunstausstellungen
- 1972/1973: Dresden, VII. Kunstausstellung der DDR
- 1978/1979: Berlin, Altes Museum („Revolution und Realismus. Revolutionäre Kunst in Deutschland 1917 bis 1933“)